# 苏源熙
苏源熙（英語：Caleb Powell Haun Saussy，1960年2月15日—）是一位美国汉学家。

## 生平
1960年出生于田纳西州，1981年毕业于杜克大学，后毕业于耶鲁大学比较文学系，曾经在巴黎和台湾学习语言学和中文。1990年担任加利福尼亚大学洛杉矶分校助理教授，1995年担任其副教授，之后担任斯坦福大学比较文学系教授，2004年加入耶鲁大学，2009年至2011年担任美国比较文学协会会长。2011年担任芝加哥大学教授。

## 荣誉
2009年被选为美国文理科学院院士。

## 著作
- 《中国美学问题》，2011年3月，江苏人民出版社，ISBN 9787214068255
- 《全球化时代的比较文学》，2015年1月，北京大学出版社，ISBN 9787301252109
- 《话语的长城》，2019年2月，江苏人民出版社，ISBN 9787214200068